# 建 (于阗)
建（？—152年），东汉时于阗（今新疆维吾尔自治区和田地区）王。
西域长史赵评在于阗，生恶疮而死，赵评的儿子前往迎接灵柩，拘弥王成国和于阗王建不和，成国说赵评是于阗王让匈奴医生害死赵评。赵评的儿子报告敦煌太守马达。王敬接任西域长史，马达命王敬秘密调查核实。152年正月，王敬去于阗，途中拘弥王成国对王敬说于阗国人要拥戴他当国王，现在以害死西域长史的罪名诛杀于阗王建，于阗一定归服。王敬来到于阗，请于阗王建赴宴，暗中图谋杀害。有人将王敬之谋告知于阗王建，建不相信。次日，于阗王建率领随官数十人去拜见王敬。宾主坐定，于阗王建敬酒，王敬令左右逮捕于阗王。多数官吏和卫士都不知情，跟随建来赴宴的随官都突围逃走。拘弥王成国的主簿秦牧在宴会上持刀站出来说大叫：“大事已定，为什么还疑惑！”随即上前将建斩首。